# جامع آل هميم (الأنبار)
جامع آل هميم من مساجد العراق القديمة، ويقع في الجمعية قرب مدرسة خالد بن الوليد، في قضاء الرمادي في محافظة الأنبار، وبني في عام 1398 هـ/1978م، على نفقة المتبرع رشيد آل هميم، وتبلغ مساحتهُ 3878م2، ويحتوي الحرم على مصلى واسع يتسع لأكثر من 1000 مصل، وتقام فيه صلاة الجمعة وصلاة العيدين والصلوات الخمس.
ومقابل الحرم فسحة طارمة مسقفة، وأمامها حديقة جميلة، ومن ملحقات الجامع 17 محل وقاعة ودار سكن وعدة غرف مخصصة للإمام والخدم.
وأجريت عليهِ أعمال الصيانة والترميم في عام 2006م، وتعلو المبنى منارة مئذنة عالية، ومن نشاطات المسجد إقامة دورات تحفيظ القرآن لطلاب المدارس في العطلة المدرسية الصيفية، حيث يخرج المسجد حوالي 120 طالب وطالبة سنويا من مختلف الأعمار، يحفظون أجزاء من القرآن بالإضافة إلى بعض الأمور الفقهية والآداب الإسلامية.